# الورود داخل الرمال
زهور في الرمال (2011)، وهي ثاني رواية للمؤلف الجنوب أفريقي كلايف ألغار، وقد ذكرها النقاد الأدبيون بأنها «مشوقه جداً ومصاغة بشكل بديع» و «قصة مغامرة جميله».
كتب الناقد لويد ماكنزي في صحيفة إندبندنت أونلاين: "من خلال دمج غِناء شخصياته الاسطوريه الخيالية مع واحدة من ابرز الاحداث التاريخية في جنوب افريقيا. فقد احدث رحلة مثيره لِسيده تحاول التشبت بالحياة رغم كل المعيقات... مصاغه بشكل بديع.واضاف:"سأسعى للحصول على المزيد من أعمال هذا الكاتب الكبير ".
كتبت الروائية والناقده جانيت فيريرا في بيلد: "لا يزال صراع الأنجلو-بوير (1899-1902) مصدراً شعبياً للتصوُّر، مثل جميع الروايات التاريخية، فان التحدي يكمن في الكتابة عن مصائر الناس دون الاستسلام لاغراء فرض كل المواد البحثية التي تحققت بشق الانفس أو كتابة تقرير عسكري. وبالتأكيد كلايف ألغار يدرك هذا الفن.
" بالرغم من ان كل الابطال التاريخين اصبحوا آدميين - تحديداً جان سموتس - فإن كتابه أساسًا سيرة ذاتيه لإيما ريتشاردسون... التي كان عليها، اثناء حصار O’okiep، أن تقاوم الخلافات الأخلاقية التي لم تفكر بها سابقاً. عدا عن التصرف معها بنجاح.
«... إيما ليست مكتوب لها أن تزهر أو تموت في هذه الرمال للابد. ولكن إذا تسائلت ما نهايه مشوارها فسأعرض قصة مدهشه.»
يقول دريس برنت في كتابه المواطن: «إن حصار O'okiep ، وهي مدينة التعدين في ناموكلاند، والبشر الذين يقيمون هناك تحت خطر هجوم البوير، وعي وظيفة غير امنه للحصول على السكينة والامان، وجساره المراة والمصير الاخير الفاخر، جعلت من هذه الحكاية تحدٍ مدهش».

## مقدمة الحبكة
يجب على إيما ريتشاردسون أن تزيل من قيمتها المعنويه للحفاظ علي حياتها بعد ان كانت مقيده بحالات بائسه في بلدة ناماكوالاند للتعدين اثناء صراع الأنجلو بوير. ثم يضيق غزاة البوير الخناق على المدينة بزعامه الزعيم الطاغوت ماني سميت، ويقف بوجه إيما اختيار مفصلي. ومع مشاهدتها لزهور الصحراء محدوده الحياه في خيالها، تسير وحيده مشياً في وظيفه محبطة لإنشاء واقع حديث لذاتها.

## الروابط الخارجية
- Independent Online
- Beeld
- The Citizen
- Clive Algar's official website